# Pieter Hendrik van Moerkerken
Pieter Hendrik van Moerkerken (Deventer, 17 februari 1839 – Utrecht, 25 april 1901) was een in de negentiende eeuw zeer bekend Nederlands en Engels letterkundige. Hij gaf Meesterwerken van Vondel, met levensschets van den dichter (1870), Het Nederlandse Kluchtspel in de 17e eeuw (1898) en veel schoolboeken uit. Hij was de vader van dichter, toneel- en romanschrijver P.H. van Moerkerken jr. en grootvader van de surrealistische fotograaf, schrijver en filmmaker Emiel van Moerkerken.

## Biografie
Pieter Hendrik van Moerkerken werd geboren in Deventer, waar zijn vader Hendrik Corstianus van Moerkerken een kostschool had. Hij bezocht het Gymnasium te Deventer en studeerde later Nederlands, Engels, Geschiedenis en logica, eerst met het doel om predikant te worden. In 1861 werd Van Moerkerken benoemd tot leraar Nederlands aan het Stedelijk Gymnasium Leeuwarden, later werd hij hoogleraar aan de H.B.S te Gouda en later aan de H.B.S. te Middelburg.
Van Moerkerken trouwde met Johanna Wilhelmina Boon, met wie hij vier kinderen kreeg, waaronder de later beroemde schrijver P.H. van Moerkerken jr.
In de eerste jaren als onderwijzer gaf Van Moerkerken vooral leerboeken uit over redekunst, gedichten, Engels, geschiedenis van de Nederlandse literatuur. Van Moerkerken hield zich bezig met onderwijsvernieuwingen (Het onderwijs was erg aan verandering onderhevig) en was van mening dat leerlingen beter korte passages van beroemde schrijvers konden lezen om ze geïnteresseerd te krijgen, dan ze te dwingen tot het leren over boeken die ze toch nooit gaan lezen. Van Moerkerken bracht ook leerboeken uit over Vondel en Huyghens. Hij selecteerde ook 74 zeventiende-eeuwse kluchtspelen voor heruitgave. deze toneelstukken zijn zo van de vergetelheid gered. Van Moerkerken overleed op 62-jarige leeftijd.

## Werken[5]
- Goethe en Byron (1861)
- Lessing's Nathan der Weise. Mit Einleitung und Anmerkungen (1865)
- Zimmermans Engelsche spraakkunst (1865)
- Redekunst (1867)
- Meesterstukken uit Vondel's werken, met eene levensschets (1870)
- Goethe's leven van G.F. Lewes, vertaald (1873) 1e Afl. Niet voortgezet.
- Collier's history of English literature abridged (1874)
- Inleiding tot de Nederlandsche dichtkunst (1877)
- Engelsch leesboek. Proza en poëzie (1877)
- Biographical outlines of English literature (1882)
- Twee plaatsen uit den Esopet. - Tijdschr. v.N.T. en L. IV. (1884)
- Keur uit Vondel's lyrische en dramatische poezie (1885)
- Hooft en Huygens. Keur uit beider werken (1886)
- Over verbinding van volzinnen in het Gotisch (1888)
- Over Warenar vs. 233. - Tijdschr. v.N.T. en L. VIII. (1888)
- Nederlandsch leesboek (1890)
- Wie is de schrijver van het treurspel ‘De moord der onnoozelen’. - Tijdschr. v.N.T. en L. XIII. (1890)
- Invloed van Garnier op enkele onzer dramatisten in het begin der XVIIe eeuw. - Noord en Zuid XVII. (1894)
- Het haar van den hond. - Tijdschr. v.N.T. en L. XIV. (1895)
- Staring's gedicht ‘de Vampyr’. - Noord en Zuid XX. (1897)
- Het Nederlandsch kluchtspel in de 17e eeuw (1898) 2 dln.
- Antikritiek. Antwoord aan Dr. F.A. Stoett. In ‘De Amsterdammer’, Weekblad voor Nederland, (5 Juni 1898)
- ‘Als klokspijs’. - Taal en Letteren (1899)
- Woordverklaring. - Taal en Letteren (1899)
- Les quinze joyes du mariage en Cats' Huwelijksfuyck. - Noord en Zuid XXII. (1899)
- Netteboef. - Tijdschr. v.N.T. en L. XVIII. (1899)
- Ondermet. - Tijdschr. v.N.T. en L. XVIII. (1899)
- Guarand, grand. - Tijdschr. v.N.T. en L. XIX. (1901)

- Biografisch Portaal: 21038602
- Digitale Bibliotheek voor de Nederlandse Letteren: moer018
- Gemeinsame Normdatei: 117088293
- International Standard Name Identifier: 0000 0000 0978 6071
- Library of Congress Control Number: n83220213
- Nationale Bibliotheek van Israël: 987007344641905171
- Virtual International Authority File: 35224923